# No Limits!
No Limits! é o segundo álbum de estúdio do grupo de eurodance 2 Unlimited, lançado em 10 de Maio de 1993 pela gravadora Byte Records.

## Desempenho nas paradas musicais
| Parada musical (1993)            | Melhor posição |
| -------------------------------- | -------------- |
| Alemanha (Media Control Charts)  | 4              |
| Austrália (ARIA Charts)          | 3              |
| Áustria (Parada Musical)         | 3              |
| Canadá (RPM Top 100 Albums)      | 7              |
| Estados Unidos (Top Heatseekers) | 12             |
| Japão (Oricon)                   | 17             |
| Noruega (VG-lista)               | 2              |
| Países Baixos (MegaCharts)       | 1              |
| Reino Unido (UK Albums Chart)    | 1              |
| Suécia (Sverigetopplistan)       | 3              |
| Suíça (Schweizer Hitparade)      | 3              |